# Back to Black Tour
Il Back to Black Tour è il secondo tour di Amy Winehouse, svoltosi nel 2007.

## Tipo Scaletta 1
intro
1. Addicted
2. Just Friends
3. Tears Dry on Their Own
4. Cherry
5. He Can Only Hold Her/ Doo-wap (that thing)
6. Fuck Me Pumps

canzoni acustiche
1. Love Is a Losing Game
2. Wake Up Alone
3. Some Unholy War

grandi successi
1. Back to Black
2. You Know I'm No Good
3. Valerie
4. Rehab

outro
1. Me & Mr. Jones
2. Monkey Man

## Tipo Scaletta 2
intro
1. Know You Now
2. Tears Dry on Their Own
3. You Know I'm No Good
4. Just Friends

Canzoni da Frank e cover
1. He Can Only Hold Her/ Doo-Wop (That Thing)
2. Fuck Me Pumps a volte
3. I Heard Love Is Blind a volte
4. Take the Box a volte

Canzoni di maggior successo da Back to Black
1. Rehab
2. Love Is a Losing Game
3. Wake Up Alone
4. Some Unholy War a volte
5. Back to Black

Outro
1. Me & Mr. Jones
2. Monkey Man
3. Valerie

## Date

### In Televisione
Lun 03/12 - David Letterman
Mar 03/13 - New York, NY Bowery Ballroom (sold out) 
Gio 03/15 - Austin, TX Eternal (official SXSW) 
Sab 03/17 - Austin, TX Habana Calle (NY2LON SXSW) 
Mar 05/08 - New York, NY Highline Ballroom 
Mer 05/09 - New York, NY Highline Ballroom

## Città nelle quali è stato eseguito il tour
Elenco Parziale:
- Londra (Inghilterra)
- New York (USA)
- Austin (USA)
- Hollywood (USA)
- Los Angeles (USA)
- San Francisco (USA)
- Boulder (USA)
- Minneapolis (USA)
- Chicago (USA)
- Toronto (Canada)
- Landgraaf (Paesi Bassi)
- Isola di Wight (Inghilterra)
- Kinross (Scozia)

## Galleria d'immagini

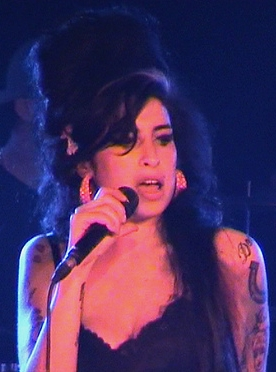
Berlino
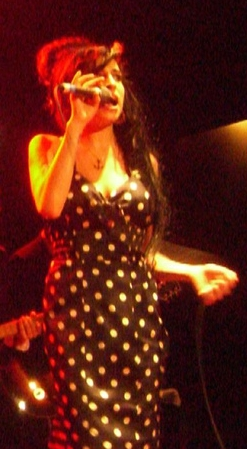
Bowery Ballroom
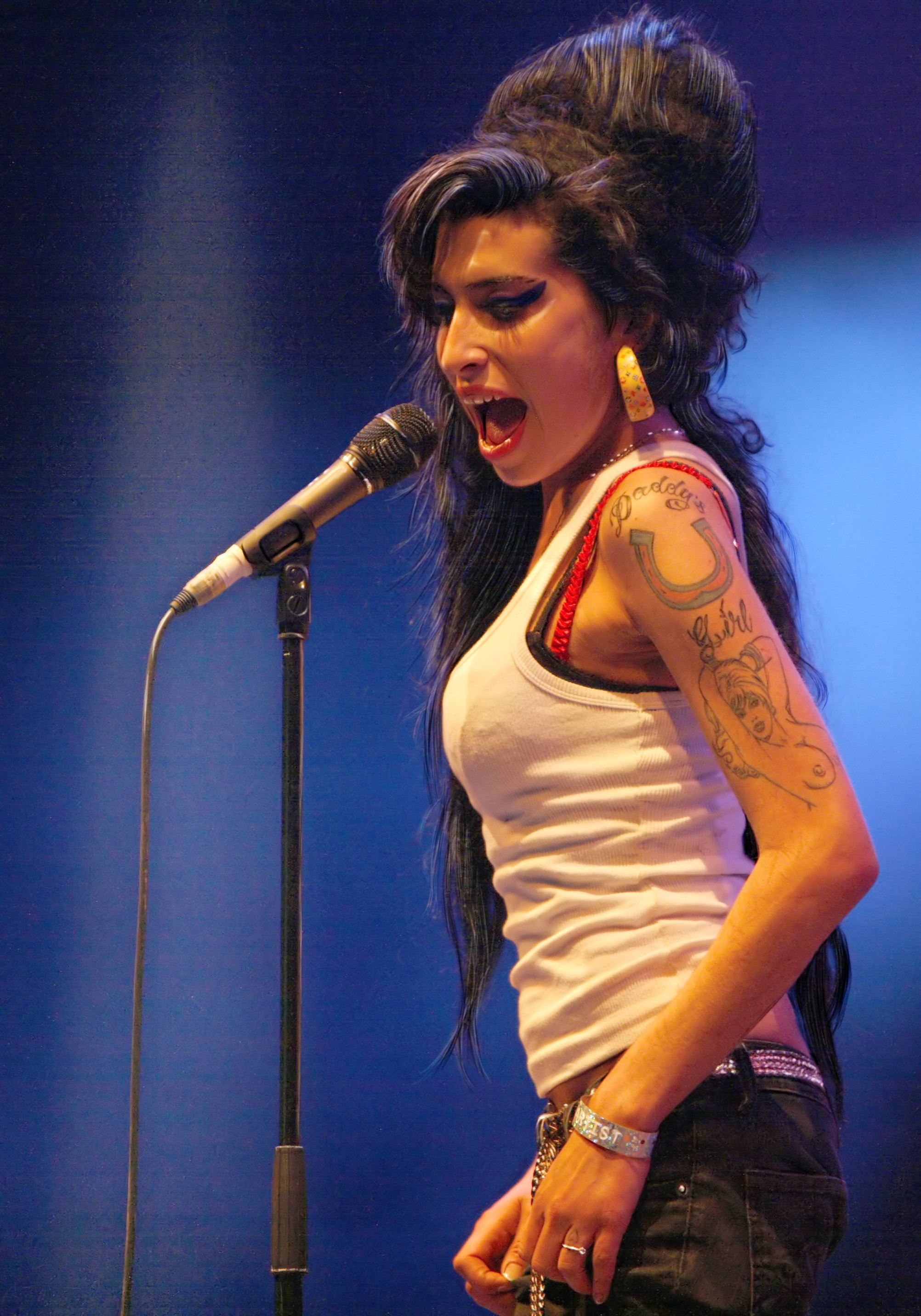
Eurockéennes
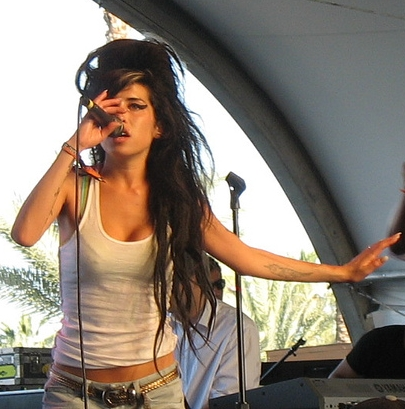
Coachella Festival
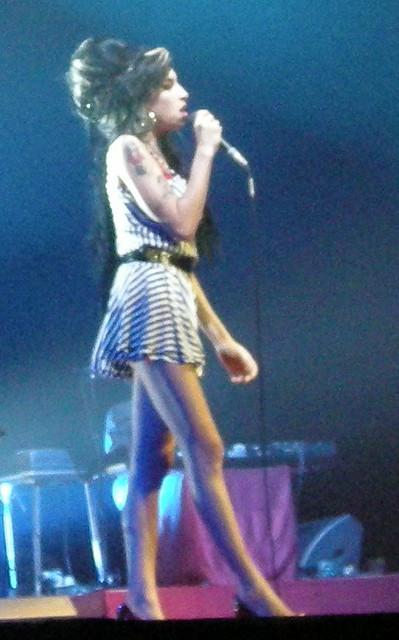
Amsterdam
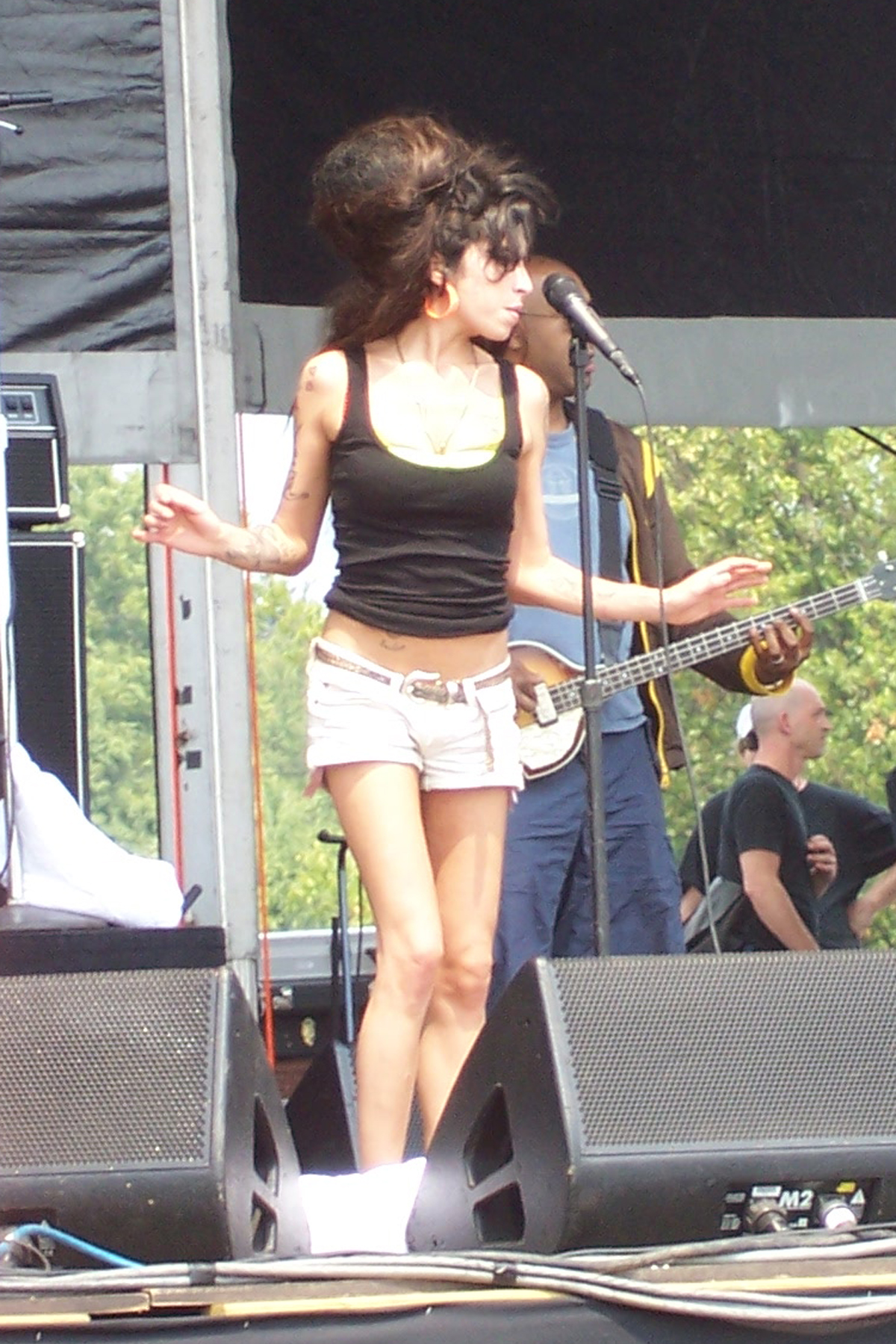
Virgin Festival
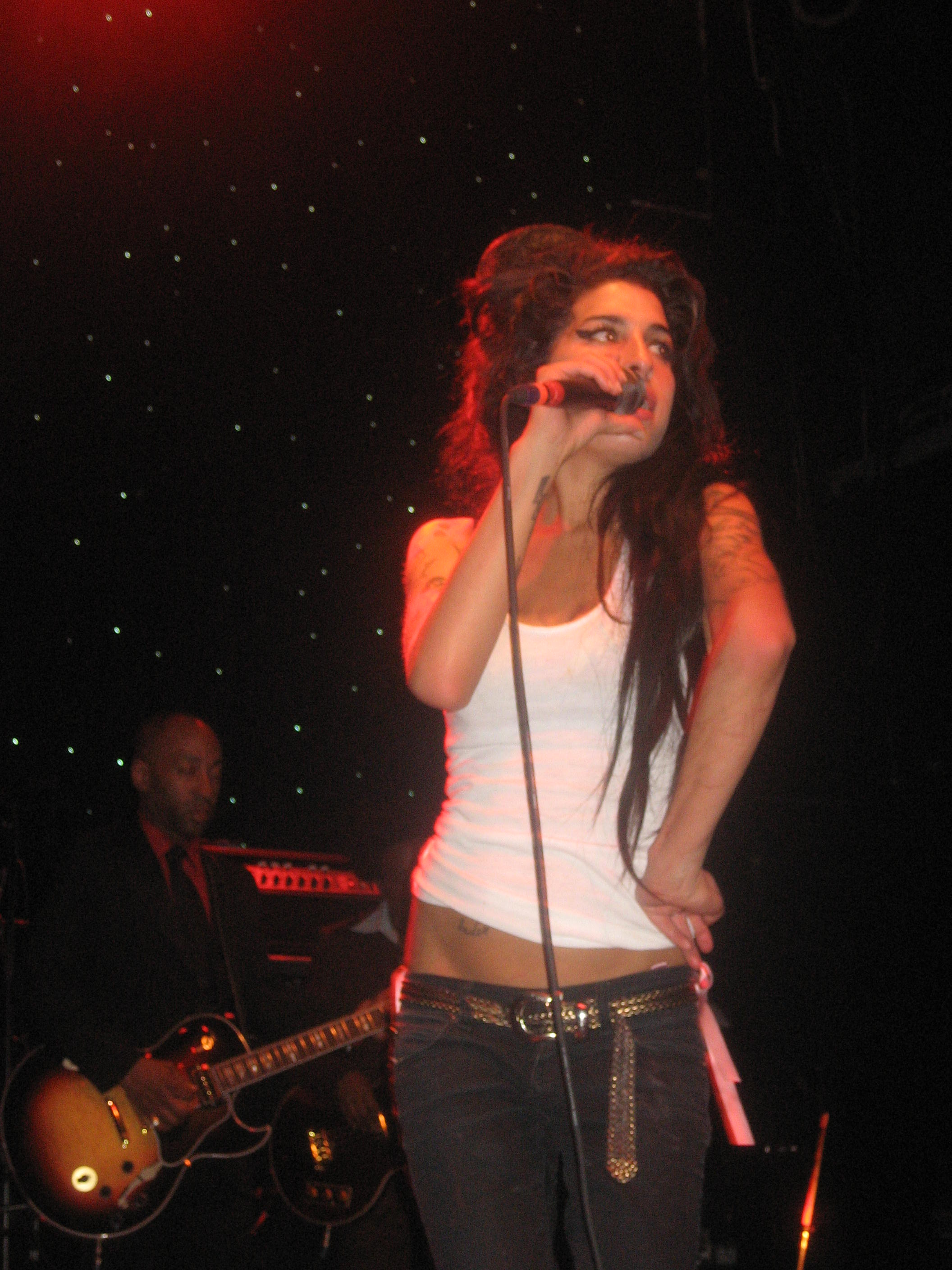
Boston